# 이것이 내가 살아가는 길
이것이 내가 살아가는 길(일본어: これが私の生きる道 고레가 와타시노 이키루 미치[*])은 PUFFY의 2번째 싱글로 1996년 10월 7일 발매되었다. 발매원은 에픽 레코드 재팬이다.

## 해설
PUFFY의 데뷔작인《아시아의 순진》이 롱히트 중 발매한 2번째 싱글이다. 전작과 같이 프로듀서는 오쿠다 다미오가 하였다. 전작에 참여했던 이노우에 요스이는 참여하지 않았다. 
타이틀은 우에키 히토시·하나 하지메와 크레이지 캣츠의《이것이 남자가 살아가는 길》을 패러디하였다. 시세이도(資生堂)의《티세라》의 광고에 CM송으로 사용되어 인기를 얻는다. 타이틀인 이것이 내가 살아가는 길(これが私の生きる道)에서 한자로 표기된 사생도(私生道)는 일본어로 시세이도로 읽히며, 이를 시세이도가 광고에 이용한 것이다. 
발매한 주에 오리콘 차트 1위를 차지했으며, 3주동안 계속되었다. 또, PUFFY의 싱글은 이번 싱글부터《서킷의 아가씨》,《해변에 얽힌 에세트라》까지 연이어 발표한 싱글 3장이 오리콘 싱글차트 1위를 차지하였다. 
2008년 11월 현재 PUFFY의 최대 히트곡이며, 2번 연속 밀리언셀러를 기록했다. 데뷔싱글부터 2번째 싱글까지 연속해 밀리언셀러가 되는 것은 사상 처음이었다. 
또, 1997년 봄에 개최된 선발 고교야구대회에서 입장 행진곡으로 사용되기도 했다.